# Тотальная война

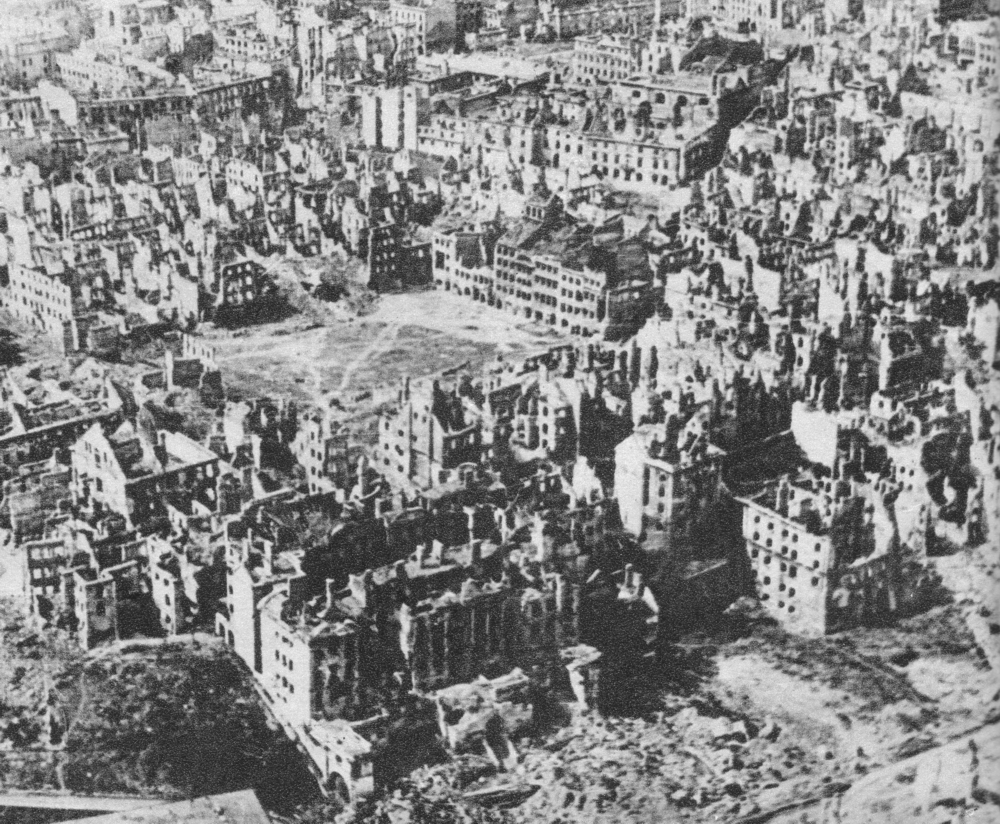
Варшава в январе 1945 года. Около 85 % зданий левобережной части города было разрушено немцами после Варшавского восстания 1944 года

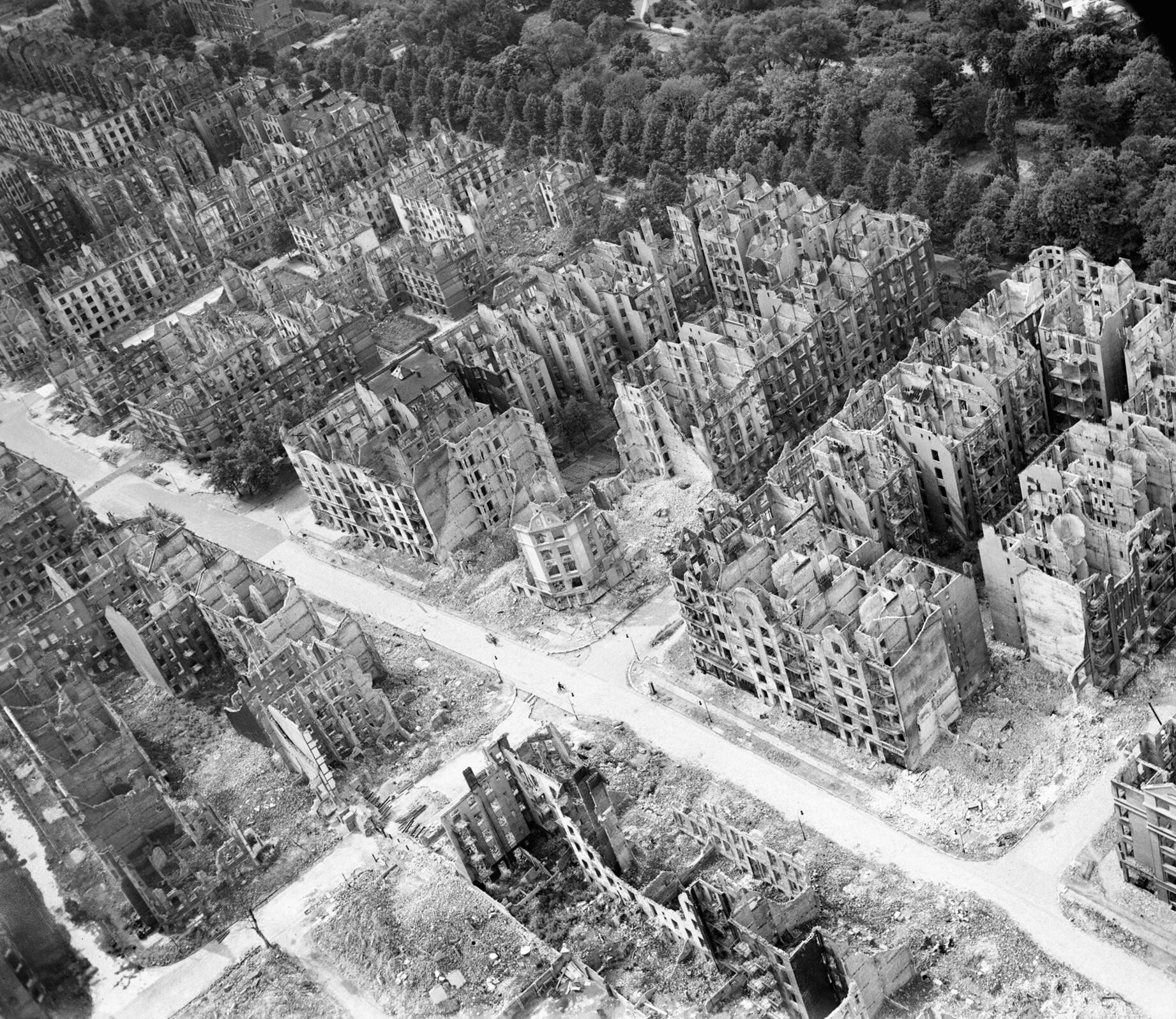
Гамбург после бомбардировок в июле и августе 1943 года. Фотография из книги Мартина Миддлбрука Битва за Гамбург

Тотальная война — война, в которой все участвующие страны используют все доступные им ресурсы и методы, чтобы одолеть противника. Такого рода войны происходили на Земле с незапамятных времён, однако к концу XIX века и позднее, с появлением женевских конвенций, касающихся ведения войны, они стали выделяться в отдельную категорию.
Название и основные положения этой концепции обязаны германскому генералу Эриху Людендорфу, который изложил её в своей книге в 1935 году.

## Особенности тотальной войны
Тотальная война предполагает тотальные цели войны. По крайней мере, в Европе с периода средних веков речь шла обычно о захвате у противника какой-либо провинции, и побеждённой державе для окончания войны достаточно было принять эти ограниченные требования победителя. До полного подчинения государства-противника или, тем более, до полного уничтожения его населения, дело доходило крайне редко. Если такое случалось, то это происходило только на окраинах Европы (Реконкиста, османская экспансия на Балканах). Но уже в гражданской войне в США и франко-прусской войне проявилась тенденция к тотальной войне с точки зрения целей войны.
Тотальная война предполагает тотальную мобилизацию общества. Она практиковалась уже с древности, например, в эпоху Великого переселения народов. Но чем сложнее и диверсифицированнее становилось общество, тем сложнее становилось в случае войны мобилизовать значительный процент населения страны. Обычно проводилась четкая линия, разделяющая вооруженные силы и мирное население. Пока гражданское население не страдало от вражеского вторжения, от него, как правило, не ожидалось участия в войне. Однако со времени, когда после Великой французской революции в 1793 году была введена всеобщая воинская повинность и была создана французская революционная армия, родилась идея тотальной мобилизации государства и общества для ведения войны. Подобная мобилизация обычно вызывала сопротивление народа, но тем не менее, к XX веку появились миллионные армии. Также, в случае войны, вся экономика страны перестраивалась и начинала выпуск военной продукции. Это значительно осложняло победу над врагом в одном решающем сражении, поскольку требовалось преодолеть сопротивление целой нации.
Наконец, тотальная война предполагает тотальные методы ведения войны (применение оружия массового поражения, ковровых бомбардировок, тактики выжженной земли).
Тенденция к превращению войны в тотальную войну проявилась с наибольшей силой во многих странах во время Первой мировой войны и Второй мировой войны.

## Периоды тотальных войн
Доктор политических наук, доцент факультета мировой политики МГУ Алексей Фененко выделяет три всплеска тотальных войн, создавшие после себя на какое-то время устойчивые мировые порядки в системе международных отношений:Тридцатилетняя война (1618–1648), сформировавшая Вестфальский порядок; Войны французской революции и наполеоновские войны (1789–1815), создавшие Венский порядок; Первая и Вторая мировые войны (1914–1945), установившие Ялтинский порядок.

## Примеры использования методов тотальной войны

### Средние века
Источники фиксируют массовые разрушения, террор и смерть в случае сопротивления войскам Чингисхана. Дэвид Николь отмечает в книге «Монгольские военачальники», что «террор и массовое истребление любого, кто им противостоит, были хорошо испытанной монгольской тактикой». Альтернативой покорности монголам была тотальная война: в случае сопротивления монгольские командующие отдавали приказ об истреблении всего населения и уничтожении собственности. Такая  судьба постигла Хорезм, Волжскую Булгарию и ряд других мусульманских государств, пытавшихся сопротивляться монгольским вторжениям.

### XX век
В целом концепция тотальной войны, разработанная германскими военными теоретиками в начале XX века (с опорой отчасти на опыт недавно закончившейся франко-прусской войны), сводилась к следующему. Современная война — это не война армий, а война наций. Следовательно, для одержания победы необходима, с одной стороны, мобилизация всех ресурсов «своей» нации (например, полная перманентная мобилизация на военную службу мужчин от 16 до 60 лет), с другой — всестороннее воздействие на враждебную нацию (включая такие методы, как пропаганда, террор, осуществляемый различными способами — массовые убийства военнопленных и мирного населения, уничтожение жилищ, запасов продовольствия, голодная осада городов и т. д.) с целью сломить её волю и добиться, чтобы она потребовала от своего правительства прекращения сопротивления.
В период Второй мировой войны Германия и СССР вели подобную тотальную войну в отношении друг друга.
6 ноября 1941 года на заседании Моссовета Сталин в своей речи призывал армию и флот к истребительной войне:

Что ж, если немцы хотят иметь истребительную войну, они её получат (бурные продолжительные аплодисменты).
Отныне наша задача, задача народов СССР, задача бойцов, командиров и политработников нашей армии и нашего флота будет состоять в том, чтобы истребить всех немцев до единого, пробравшихся на территорию нашей Родины в качестве её оккупантов (бурные аплодисменты, возгласы: «Правильно!», крики «Ура!»).

Никакой пощады немецким оккупантам! Смерть немецким оккупантам! (бурные аплодисменты).— 
18 февраля 1943 года к ведению тотальной войны призывал немецкую нацию в своей знаменитой речи немецкий министр народного просвещения и пропаганды Йозеф Геббельс, так как считал (по утверждению историка Хельмута Хейбера), что Иосиф Сталин уже давно ведёт такую войну с Германией.